# Føljeton (medie)
|  | For genren, der har lagt navn til dette medie, se føljeton. |
Føljeton er et nyhedsbrevsmedie, som udkommer seks dage om ugen.
Den daglige udgave består af et nyhedsoverblik, som samler de vigtigste begivenheder fra døgnet, Føljetons egne analyser samt anbefalinger til andre mediers dækning. Derudover udgiver Føljeton fem andre nichenyhedsbreve om blandt andet politik, livsstil, Europa, klima, litteratur og kultur.
Føljeton blev grundlagt i oktober 2015 med 4,4 millioner kr fra Kulturstyrelsens Innovationspulje. Det blev stiftet af Nikolai Thyssen, Lars Trier Mogensen, Lasse Lavrsen, Johannes Wehner og Oliver Stilling. Føljeton blev som det første medie i Danmark designet specifikt til mobiltelefoner.
Siden oktober 2016 har Søren Høgh Ipland været administrerende direktør.
Føljeton har redaktionslokaler i København.